# Carl Edouarde
 (janvier 2017).
Si vous disposez d'ouvrages ou d'articles de référence ou si vous connaissez des sites web de qualité traitant du thème abordé ici, merci de compléter l'article en donnant les références utiles à sa vérifiabilité et en les liant à la section « Notes et références ».
Carl Edouarde (31 octobre 1876 - 8 décembre 1932) était un compositeur américain pour le cinéma. 
Il a composé l'ambiance sonore de The Hunchback of Notre Dame (1923), The Private Life of Helen Troy (1927) et synchronisé trois films en 1929 : A Close Call, Barnyard Melody et Tuning In.
Il est aussi le chef d'orchestre pour le premier court métrage sonorisé de Mickey Mouse, Steamboat Willie (1928).